# Gunnar Aagaard Andersen
Gunnar Aagaard Andersen, né le 14 juillet 1919 à Ordrup et mort le 29 juin 1982 à Munkerup (en), est un sculpteur danois, architecte, artiste-peintre, artiste, designer et un écrivain.

## Biographie
Gunnar Aagaard Andersen naît le 14 juillet 1919 à Ordrup.
Il étudie au Kunsthåndvaerkerskole de 1936 à 1939 et à l'Académie royale des beaux-arts du Danemark de 1939 à 1946, tous les deux à Copenhague. Il expérimente des formes d'expression non figuratives dans de nombreux médias. Cofondateur du Groupe Espace en 1951, il joue un rôle important dans le développement de l'art concret à l'échelle internationale.
Gunnar Aagaard Andersen meurt le 29 juin 1982 à Munkerup.